# 히로시게 데쓰

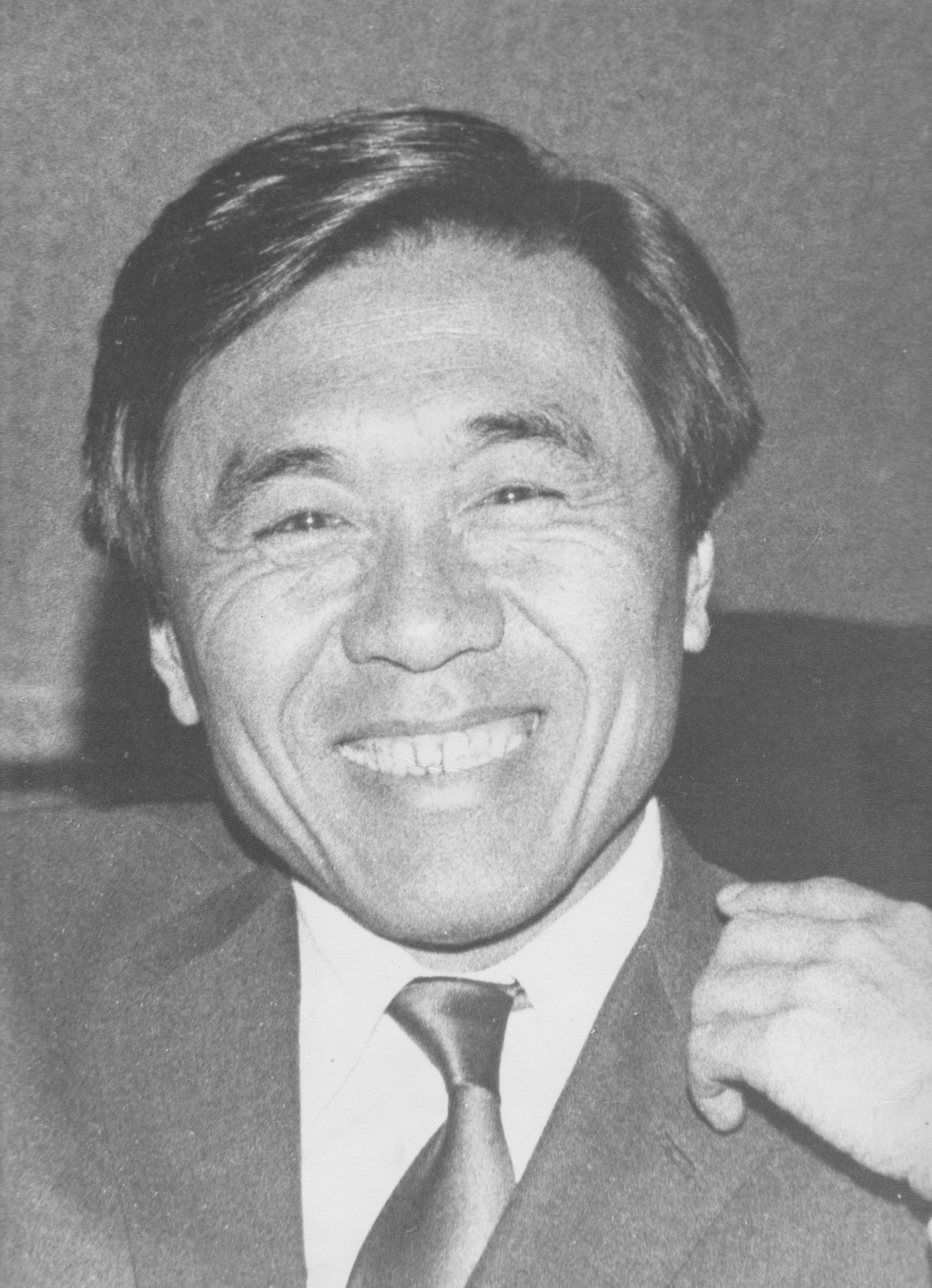

히로시게 데쓰(일본어: 広重 徹: 1928년 8월 28일 - 1975년 1월 7일)는 일본의 과학사학자다. 현대물리학사 연구 및 메이지 이후 일본 자연과학의 사회사적 연구가 주요 업적이다.
효고현 고베시 출신. 1952년 교토대학 이학부 물리학과 졸업. 소립자론에 뜻을 두고 대학원에 진학했으나 중퇴했다. 재학 기간 중에 민주주의과학자협회 활동을 시작했다. 1954년 식물학자 미키 히사코와 결혼. 1957년 니혼대학 이공학부 강사(물리학교실 물리학사연구실)가 되어 1973년부터 동 대학 정교수가 되었다. 1962년 나고야대학에서 이학박사 학위를 취득했다.
젊은 시절에는 전자이론의 발전과정 연구 등, 학설사적 연구를 발표했고, 후기에는 마르크스주의 과학사의 영향을 받아 근대 일본의 과학기술 추진체제를 테마로 삼았다. 요시오카 히토시에 따르면, 히로시게는 자신이 몸소 경험했던 직업적인 과학연구의 실태를 토대로, 과학에 대한 과도한 고평가・기대를 시정하는 것을 “라이프워크”로 삼았다.